# Barbara Thompson (Musikerin)

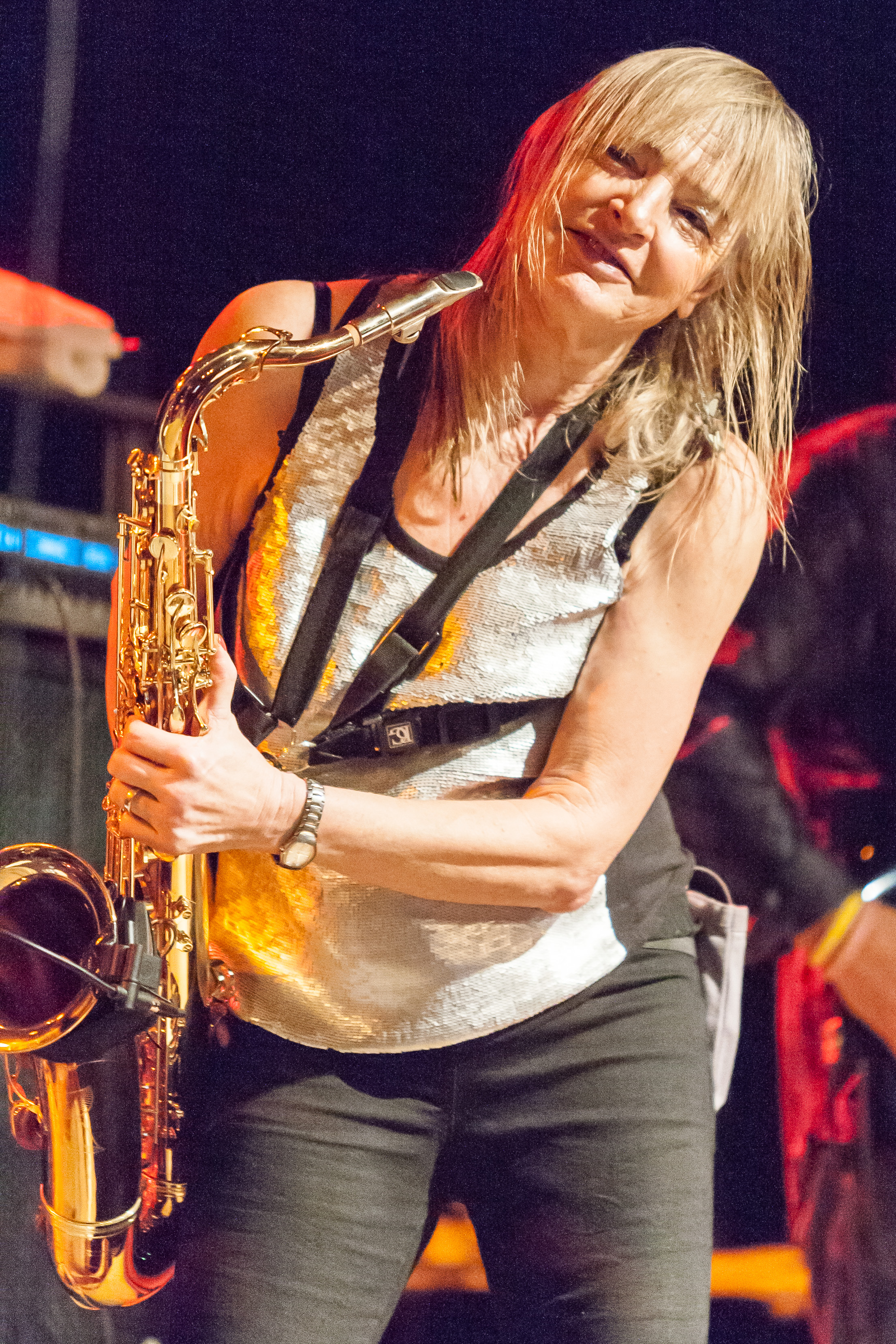
Barbara Thompson, 2010

Barbara Gracey Thompson (* 27. Juli 1944 in Oxford; † 9. Juli 2022) war eine britische Fusion- und Jazz-Saxophonistin, -Flötistin und Komponistin. Sie war Musikbotschafterin des Vereinigten Königreiches und als „Member of the Order of the British Empire“ ausgezeichnet. Barbara Thompson war von 1967 bis zu dessen Tod im Juni 2018 mit dem Schlagzeuger Jon Hiseman verheiratet.

## Leben
Zunächst studierte Barbara Thompson am Royal College of Music Klarinette, Flöte, Klavier und klassische Komposition, kam dann aber über die Musik von Duke Ellington und John Coltrane zu Jazz und Saxophon. Sie arbeitete zunächst im New Jazz Orchestra und den Bands von Graham Collier, Howard Riley, Keef Hartley, John Dankworth sowie als Studiomusikerin bei Colosseum. Nach einer Babypause (Sohn Marcus (* 1972), Tochter Anna (* 1975)) gründete sie ihre eigene Band, „Barbara Thompson’s Paraphernalia“ (deutsch: Paraphernalien), eine Jazz-Rock-Fusion-Band mit verschiedenen Besetzungen, u. a. mit Colin Dudman (Tasteninstrumente), Pete Lemer (Piano), Dill Katz (Bass) und ihrem Mann am Schlagzeug.

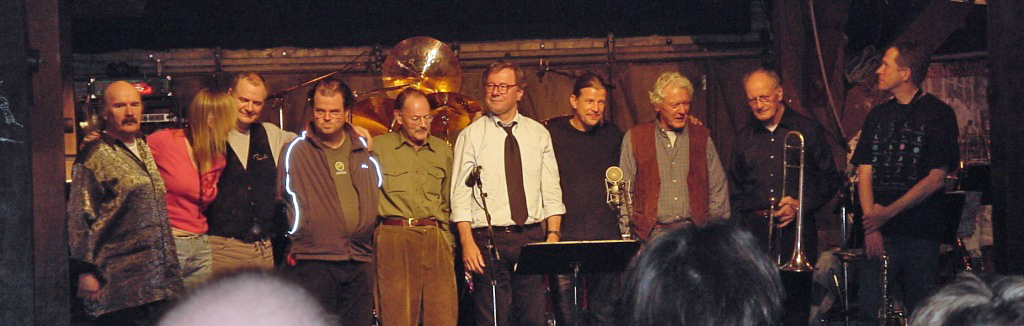
Thompson mit dem United Jazz + Rock Ensemble (2002)

Weiterhin war sie 1975 an der Gründung des United Jazz and Rock Ensemble, der „Band der Bandleader“, gemeinsam mit Wolfgang Dauner (Piano), Albert Mangelsdorff (Posaune), Ian Carr (Trompete), Charlie Mariano (Saxofon), Ack van Rooyen (Trompete), Volker Kriegel (Gitarre), Eberhard Weber (Bass) und Jon Hiseman (Schlagzeug) beteiligt. „Unvergesslich der Stolz der reihum ansagenden Herren, Soli ihrer blonden Saxophonistin ansagen zu dürfen.“
Wegen einer 1997 diagnostizierten Parkinson-Krankheit zog sie sich 2001 mit einer Abschiedstournee zunächst als aktive Saxophonistin zurück. Nach einer Periode, in der sie ausschließlich als Komponistin tätig war (aber auch an den Aufnahmen von Kate Westbrooks Cuff Clout beteiligt war), kehrte sie jedoch 2003 auf die Bühne zurück, um auf der Tomorrow’s Blues-Tour von Colosseum den schwer erkrankten Dick Heckstall-Smith († 2004) zu ersetzen. 2005 war sie mit Paraphernalia auf der Never Say Goodbye-Tour wieder live zu sehen, ebenso 2005, 2007, 2010 und 2011 mit Colosseum. Nachdem sie auch hier pausieren musste, konnte sie 2014 mit Hilfe eines neuen Medikamentes wieder live auftreten.
Barbara Thompson arbeitete eng mit Andrew Lloyd Webber an Musicals wie Cats und Starlight Express und seinem Requiem zusammen. Sie schrieb auch mehrere klassische Kompositionen (etwa für Evelyn Glennie), Film- und Fernsehmusiken, ein eigenes Musical und Stücke für das United Jazz and Rock Ensemble, Barbara Thompson’s Paraphernalia und ihre Bigband Moving Parts. Ihre Lyrik-Adaptionen Love Songs In Age (nach Texten des englischen Dichters Philip Larkin) wurden von der Times als absoluter Höhepunkt des Londoner Jazz-Festivals 1995 gefeiert.
Barbara Thompson starb am 9. Juli 2022 im Alter von 77 Jahren, nachdem sie 25 Jahre mit der Parkinson-Krankheit gelebt hatte.

## Diskografie
Siehe auch unter United Jazz + Rock Ensemble

### Solo/Paraphernalia
- Barbara Thompson’s Jubiaba, Barbara Thompson 1978
- Paraphernalia, Barbara Thompson’s Paraphernalia 1978
- Wilde Tales, Barbara Thompson’s Paraphernalia 1979
- Paraphernalia Live, Barbara Thompson’s Paraphernalia 1980
- Mother Earth, Barbara Thompson 1982
- Jazz-London 27 (/ 28), Barbara Thompson’s Paraphernalia (/ The Martin Taylor Trio) 1983
- Pure Fantasy, Barbara Thompson’s Paraphernalia 1984
- Live im Berliner Metropol-Theater, Barbara Thompson’s Paraphernalia 1985
- Heavenly Bodies, Barbara Thompson 1986
- A Cry From The Heart, Barbara Thompson’s Paraphernalia 1988
- Songs From The Center Of The Earth, Barbara Thompson 1990
- Breathless, Barbara Thompson’s Paraphernalia 1991 (# 4 der deutschen Jazzcharts)
- Everlasting Flame, Barbara Thompson’s Paraphernalia 1993
- Barbara Song, Barbara Thompson and the Medici String Quartet 1995
- Lady Saxophone, Barbara Thompson’s Paraphernalia 1995
- Shifting Sands, Barbara Thompson’s Paraphernalia 1998
- Thompson’s Tangos and other soft Dances, Barbara Thompson’s Paraphernalia 2000
- In the Eye of a Storm (Compilation), Barbara Thompson’s Paraphernalia 2003
- Chapter and Verse, The Best of Barbara Thompson’s Paraphernalia 2005
- Never say goodbye, Barbara Thompson’s Paraphernalia 2007
- The Last Fandango, Barbara Thompson’s Paraphernalia 2015
- Bulletproof, Barbara Thompson’s Paraphernalia With National Youth Jazz Orchestra 2020

### Colosseum
- Valentyne Suite 1969
- Daughter of Time 1970
- LIVE05 2007
- Time On Our Side 2014

### Barbara Thompson/Rod Argent
- Ghosts 1982
- Shadow Show 1985

### Weitere
- Angle Howard Riley Trio 1968
- Michael Gibbs Michael Gibbs 1970
- Little Big Band Keef Hartley Band 1971
- Kaleidoscope Of Rainbows Neil Ardley 1976
- The Roaring Silence von Manfred Mann’s Earth Band 1976
- Harmony of the Spheres Neil Ardley 1978
- Tell Me On a Sunday Marti Webb 1979
- Chance Manfred Mann’s Earth Band 1980
- Cool Cat Jeff Wohlgenannt and Friends 1983
- 2006 Manfred Mann 2006